# Halligdorf
 Halligdorf ist ein Ortsteil der Hansestadt Uelzen im niedersächsischen Landkreis Uelzen.

## Geografie und Verkehrsanbindung
Der Ort liegt südlich des Kernbereichs von Uelzen.
Der Elbe-Seitenkanal fließt östlich.
Die B 4 (= B 191) verläuft am nördlichen Ortsrand.

## Religion
Die Protestanten des Ortes gehören zur evangelisch-lutherischen Kirchengemeinde St. Marien.